# Nefobasímetro

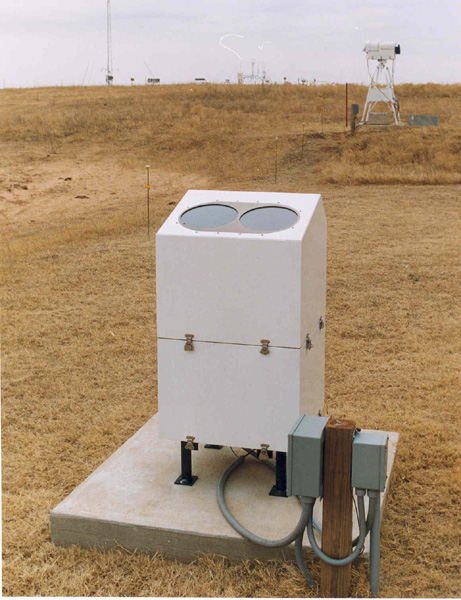
Cielómetro láser.

Un nefobasímetro o proyector de techo de nubes (también llamado ceilómetro o cielómetro por influencia del inglés  ceilometer) es un aparato que usa un láser u otra fuente luminosa para determinar la altura de la base de nubes. Los nefobasímetros también tienen aplicación para medir concentraciones de aerosoles dentro de la atmósfera tales como materias sólidas finas contaminantes.

## Nefobasímetro óptico de tambor
Este instrumento usa la triangulación para determinar la altura de un foco de luz proyectado hacia la base de la nube. Esencialmente es un proyector rotativo, un detector, y un registrador. El proyector emite un haz Intenso de luz hacia el cielo a un ángulo que varía con la rotación. El detector, está localizado a una distancia fija del proyector, y usa una célula fotoeléctrica apuntando verticalmente. Cuando detecta retornos de luz proyectada desde la base de la nube, el instrumento registra el ángulo y por cálculo se da la altura de nubes.

## El láser
Consiste en un láser apuntando verticalmente, y un receptor en el mismo lugar. Determina la altura nubosa midiendo el tiempo ({\displaystyle \delta t}) requerido para que un pulso de luz rebotado en los aerosoles dentro de la atmósfera, reingrese al aparato. 

{\displaystyle distancia={\frac {c\delta t}{2}}}

donde c es la velocidad de la luz en el aire.
Generalmente, el tamaño de las partículas en cuestión son similares en tamaño a la longitud de onda del láser. Esta situación opera con la teoría de Lorenz-Mie.
Para propósitos de determinar la base nubosa, debe tenerse en cuenta que el nefobasímetro captura cualquier partícula en el aire (polvo, precipitaciones, humo, etc.), dando falsas lecturas ocasionales. Como ejemplo, dependiendo del umbral empleado, unos cristales de hielo en caída pueden causar que el nefobasímetro dé una altura de nube de cero, aunque el cielo esté despejado.
Usando esas últimas propiedades, los nefobasímetros tienen otros usos. Así como el instrumento anota cualquier retorno, es posible localizar capas apenas perceptibles, adicionalmente a la base nubosa, por observación al patrón completo de la energía de retorno. Más aún, la tasa a la cual ocurre la difusión puede registrase en la parte de retorno disminuida al nefobasímetro en atmósfera diáfana, dando el coeficiente de extinción de la señal luminosa. Usándolo así puede obtenerse la visibilidad vertical y la posible concentración de polucionantes del aire. Esto ha sido desarrollado en investigaciones y ya se aplica operacionalmente.